# Arenales
Arenales és un centre poblat de l'Uruguai, ubicat al sud-oest del departament de Soriano. Té una població aproximada de 300 habitants, segons les dades del cens de 2004.
Es troba a 29 metres sobre el nivell del mar.